# Daichi Matsuyama
Daichi Matsuyama (jap. 松山 大地, Matsuyama Daichi; * 11. Januar 1974 in Hokkaido) ist ein ehemaliger japanischer Fußballspieler.

## Karriere
Matsuyama erlernte das Fußballspielen in der Schulmannschaft der Shizuoka Gakuen High School. Seinen ersten Vertrag unterschrieb er 1993 bei Fujita Industries (Bellmare Hiratsuka). Der Verein spielte in der zweithöchsten Liga des Landes, der Japan Football League. 1993 wurde er mit dem Verein Meister der Japan Football League und stieg in die J1 League auf. 1994 gewann er mit dem Verein den Kaiserpokal. Für den Verein absolvierte er 20 Spiele. 1996 wechselte er zum Zweitligisten Consadole Sapporo. Ende 1996 beendete er seine Karriere als Fußballspieler.

## Erfolge
Bellmare Hiratsuka
- Kaiserpokal

Sieger: 1994